# Ferdinand Georg Waldmüller
Ferdinand Georg Waldmüller (Viena, 1793 - Hinterbrühl, 1865) fue un pintor y escritor austríaco.

## Biografía
Estudió durante poco tiempo en la Academia de Bellas Artes de Viena y se conseguía su sustento pintando retratos. En 1811, obtuvo un puesto como maestro de arte para los hijos del conde Gyulay, en Croacia. Tres años más tarde, regresó a Viena y trabajó su estilo copiando las obras de grandes maestros.
Pronto se interesó por la naturaleza y empezó a pintar paisajes. Es en esta temática donde alcanza su mayor originalidad: su sentido del color y buen conocimiento de la naturaleza, le ayudaron a conseguir algunas pinturas muy notables.
En 1823 hizo un retrato de Ludwig van Beethoven que sirvió de base a Lazarus Sichling para realizar el grabado más conocido del músico.
Estuvo trabajando durante un tiempo como profesor de la Academia de Bellas Artes de Viena, pero mantuvo regularmente conflictos con la élite de Viena a causa de sus críticas sobre el sistema académico de la Academia, ya que quería que se enfocase más en el estudio de la naturaleza.

## Su trabajo como pintor
Entre sus retratos más conocidos se encuentran los siguientes.

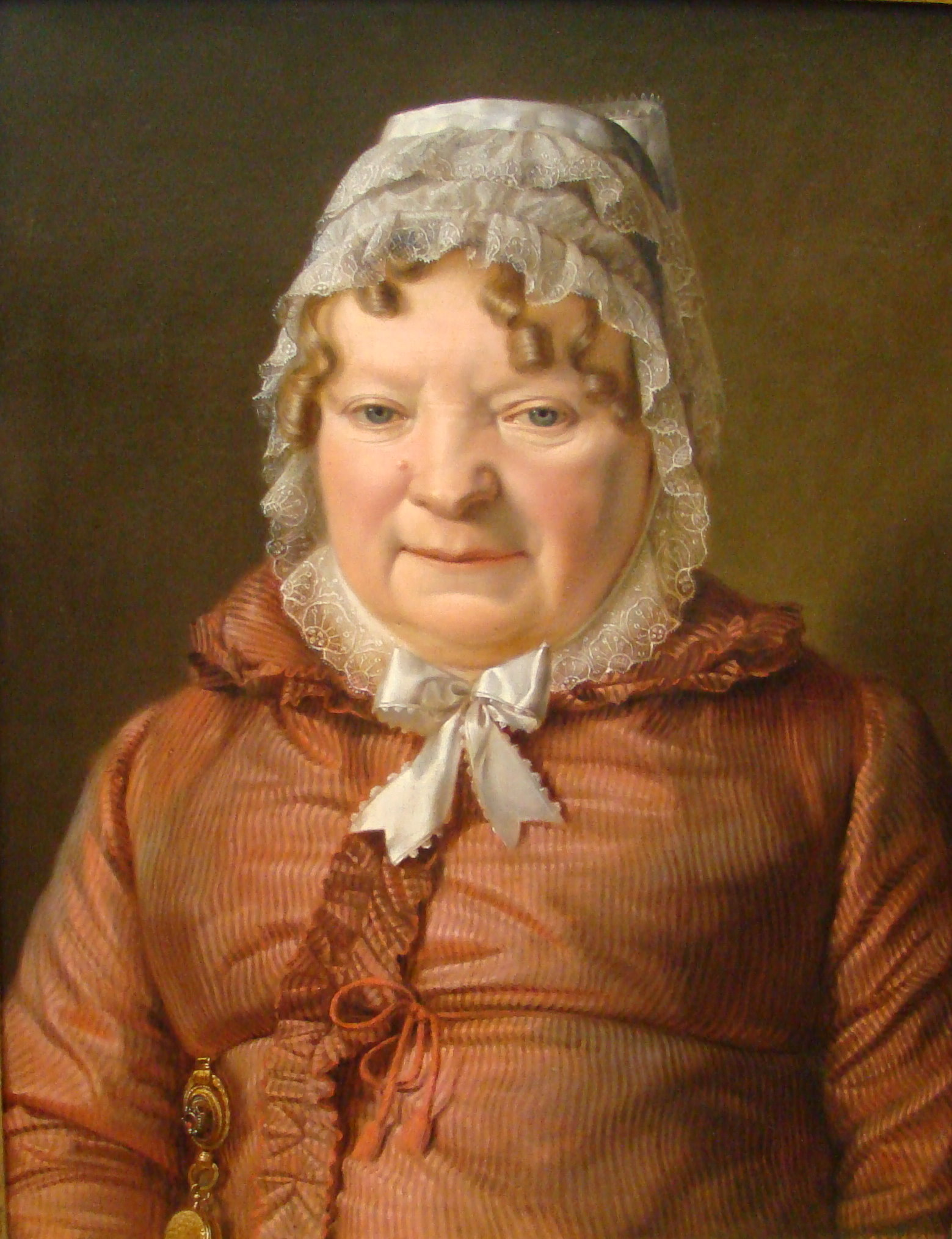
Madre del capitán de Stierle-Holzmeister, 1819
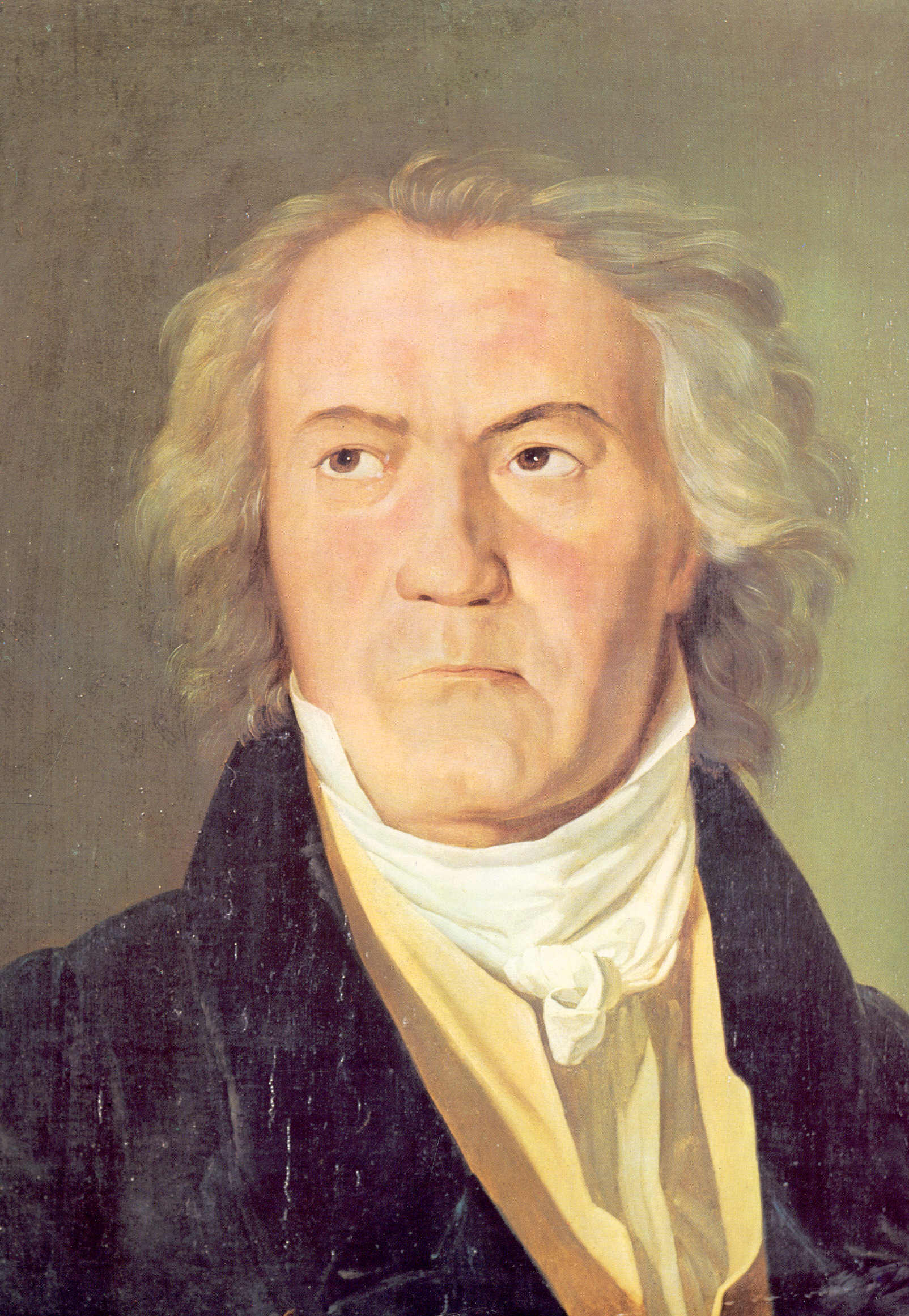
Beethoven, 1823
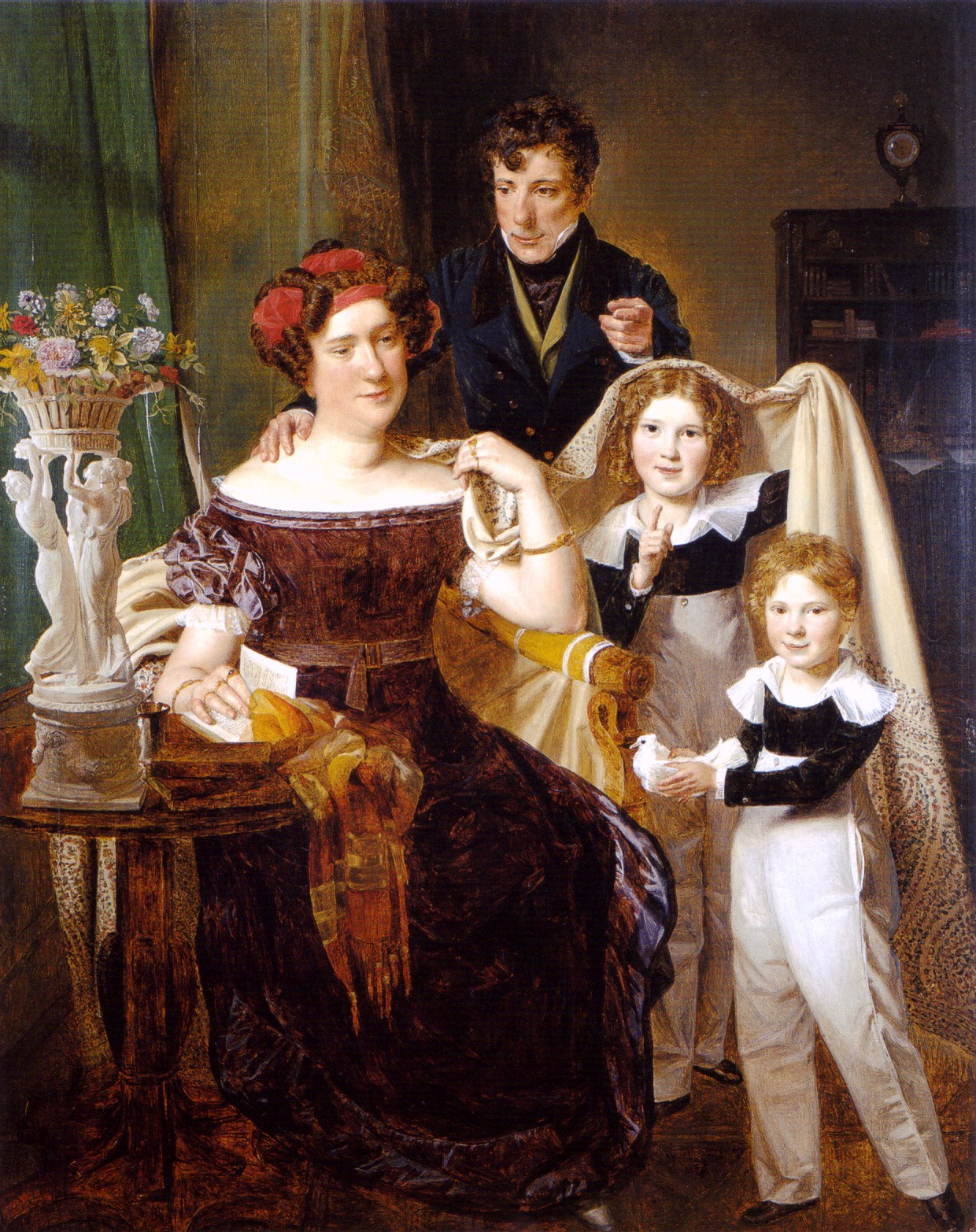
Von Odkolek con su esposa y sus dos hijos, 1826
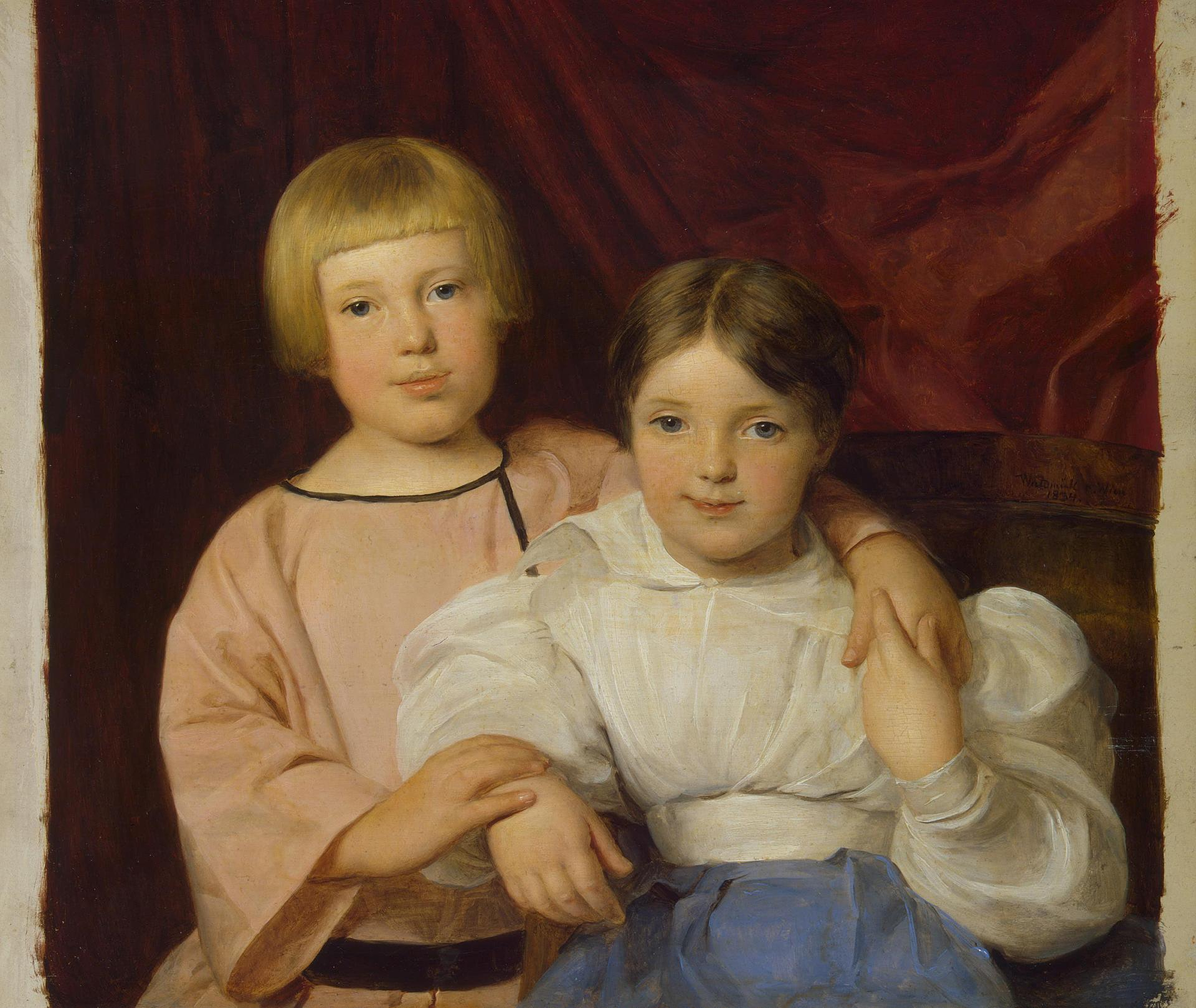
Niños, 1834

Sin embargo también realizó pinturas con otras temáticas de las que se muestran algunos ejemplos a continuación.

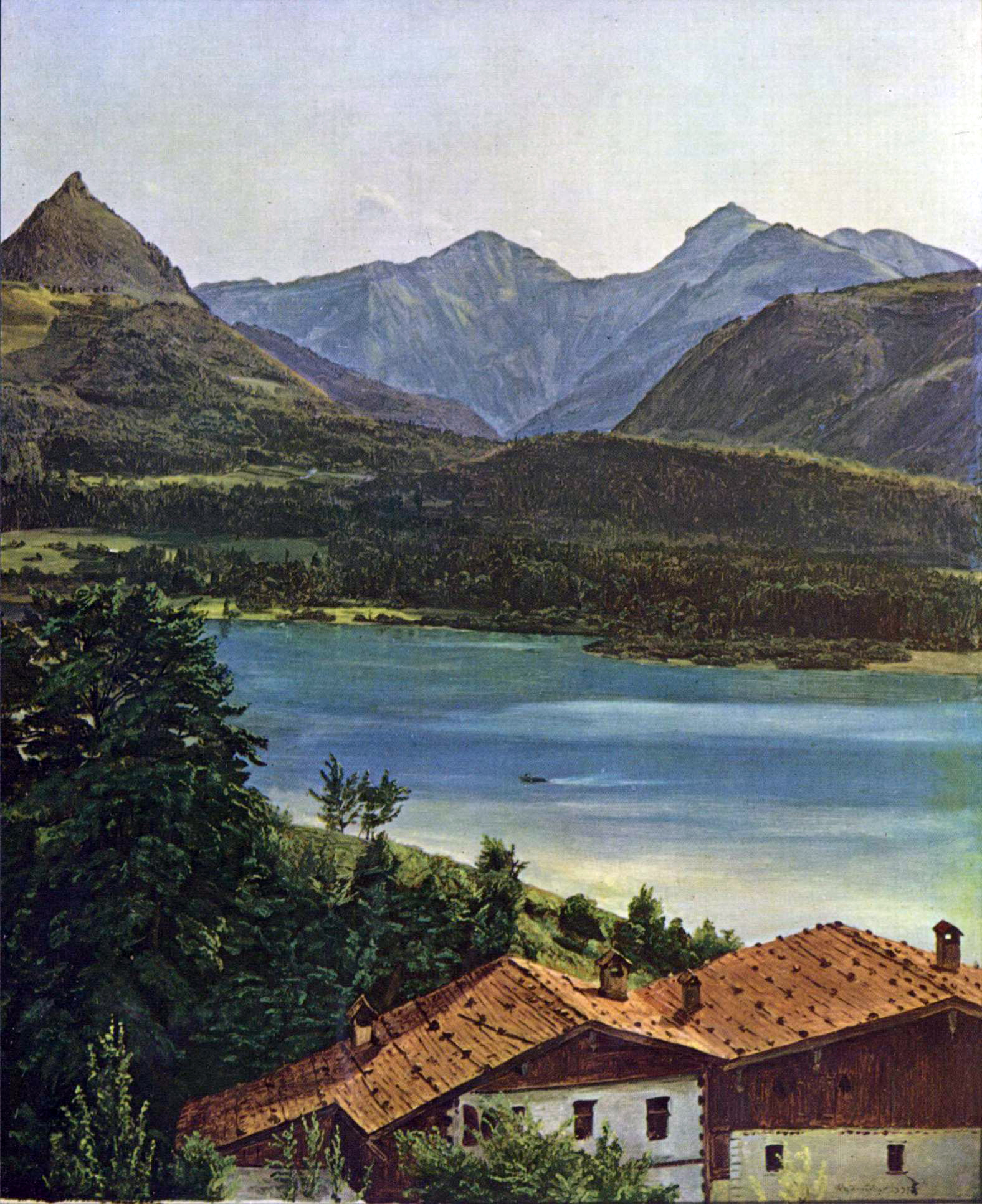
Wolfgangsee, 1835
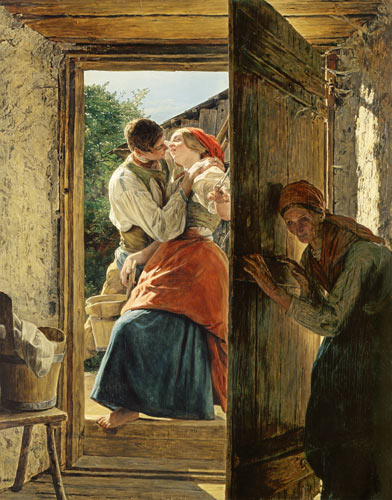
Amantes sorprendidos, 1858
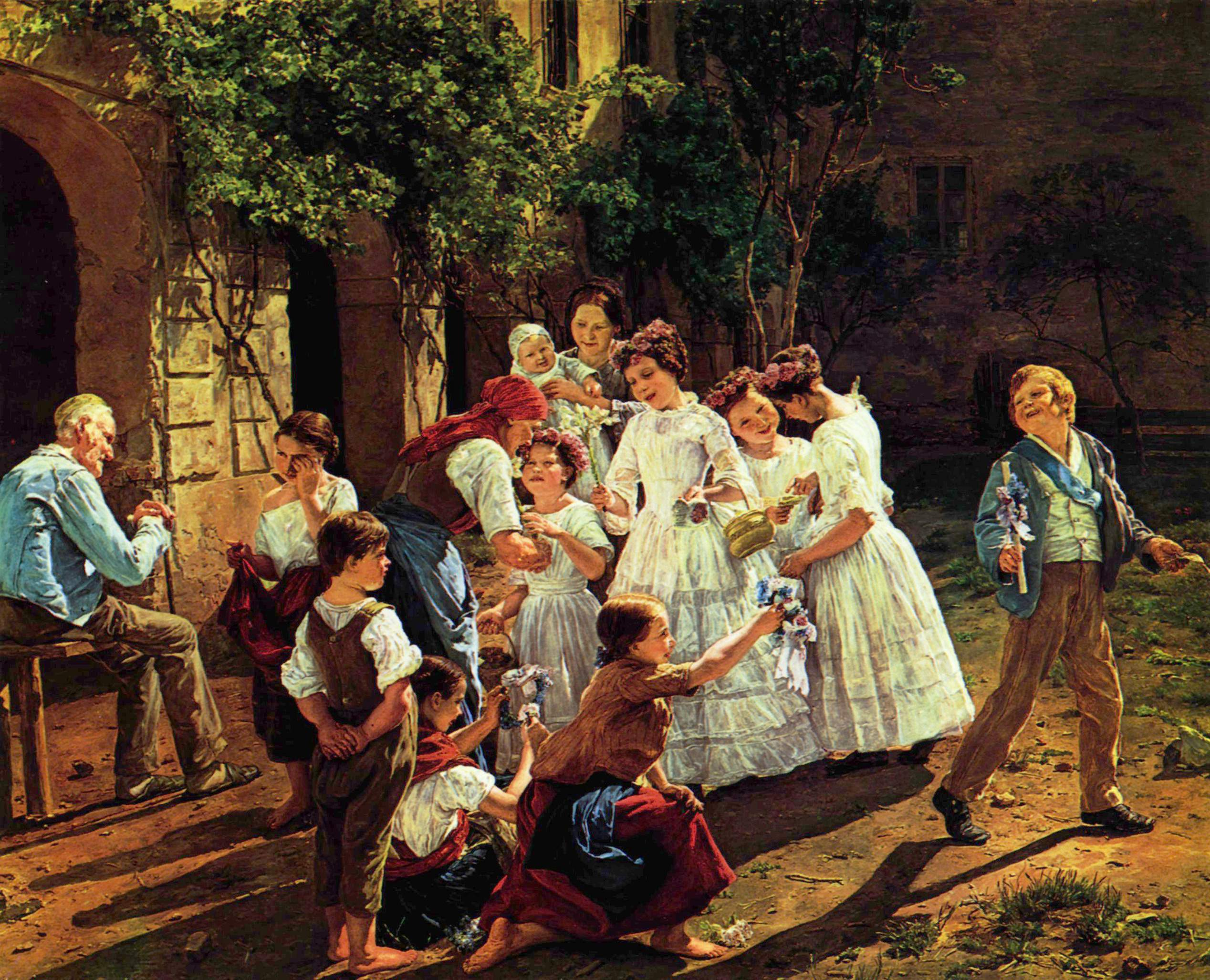
El día del Corpus Christi, 1857
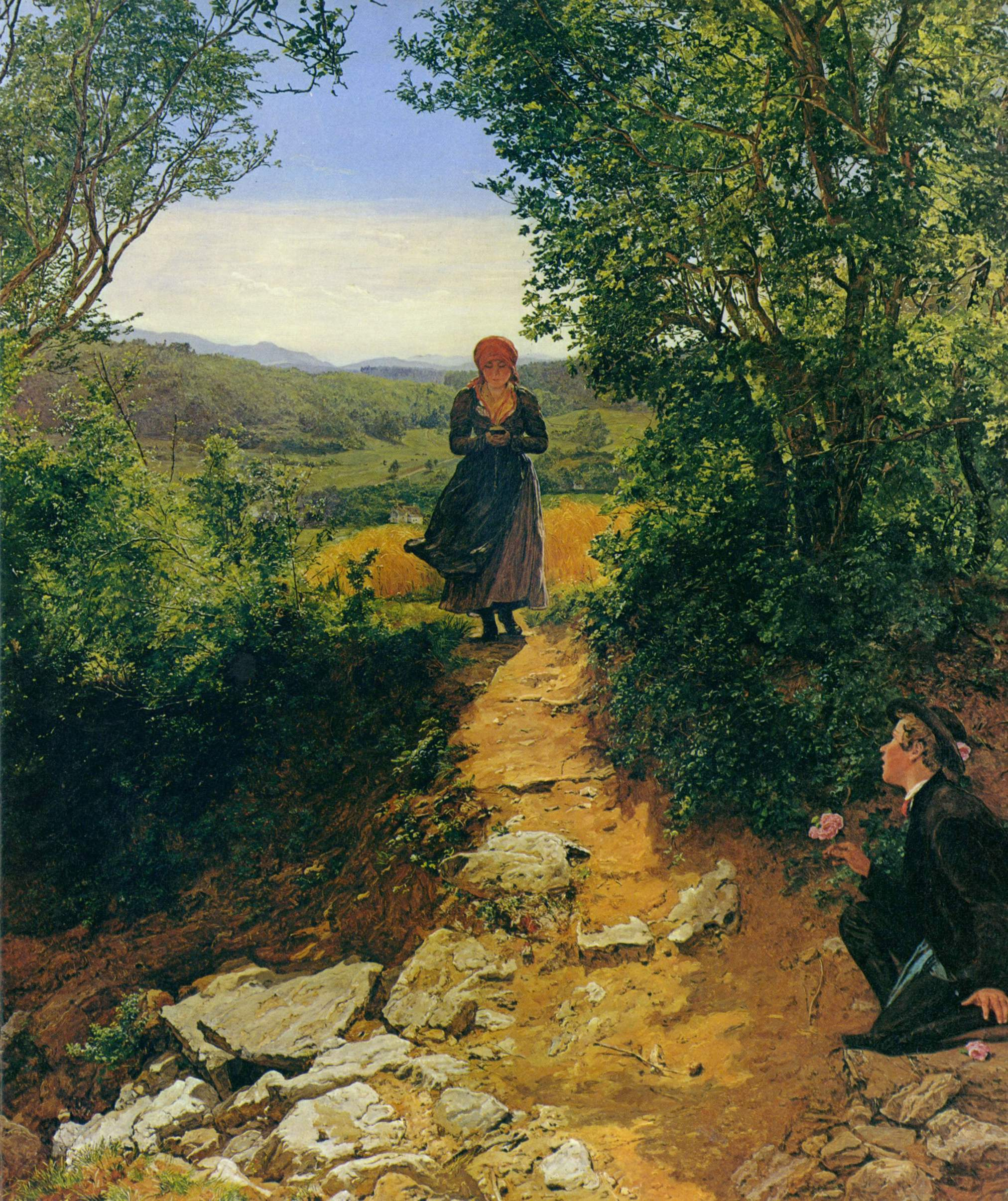
La esperada 1860

## Sus escritos
En ellos trata sobre aspectos teóricos de sus concepciones de la pintura y el dibujo y sus consecuencias pedagógicas, son:
- Das Bedürfnis eines zweckmäßigen Unterrichts in der Malerei und plastischen Kunst. Angedeutet nach eigenen Erfahrungen. (La necesidad de una educación adecuada en la pintura y artes plásticas. Basado en sus propias experiencias.)  Viena 1846
- Vorschläge zur Reform der Österreichisch-kaiserlichen Akademie der bildenden Kunst. Propuesta de reforma de la academia de bellas artes en el imperio austríaco.) Viena 1849
- Andeutungen zur Belebung der vaterländischen bildenden Kunst. (Sugerencias para estimular el arte patriótico) Viena 1857 Versión digitalizada.
- Imitation, Reminiscenz, Plagiat. (Imitación, reminiscencia y plagio.) 1857